# ‽

인테러뱅(U+203D ‽ interrobang (HTML: &#8253;))은 감탄과 의문을 동시에 나타내는 비표준 문장부호이다. !? 또는 ?!과 같은 의미를 가진다. 유니코드 U+2E18에 역인테러뱅(逆interrobang; U+2E18 ⸘ inverted interrobang (HTML: &#11800;))도 있어서, 에스파냐어에서 사용되고 있다. 용법은 역물음표나 역느낌표와 같다.

## 예시
- How much did you spend on those shoes‽ - 대체 저 신발은 얼마입니까!?
- You traveled to Paris on a submarine‽ - 잠수함을 타고 파리에 갔다고!?

한편, 뉴사우스웨일스 주립 도서관에서는 이 부호를 로고로 사용중에 있다.

## 같이 보기
- 물음표
- 느낌표
- 물음느낌표
- 역물음표
- 역느낌표
- 아이러니 기호